# 屠畜場

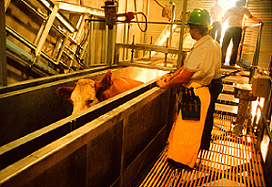

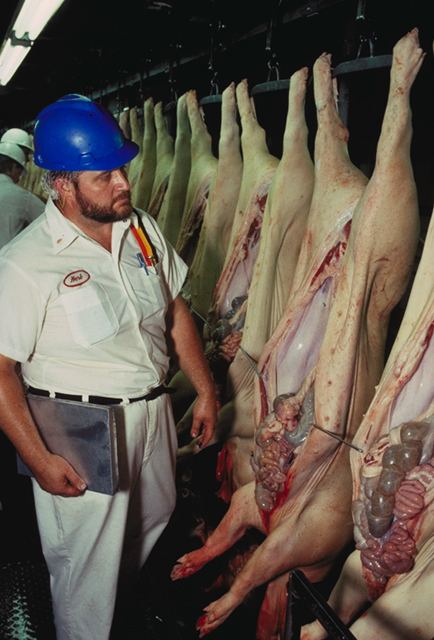
USDA inspection of pig

屠畜場（とちくじょう、漢字制限により「と畜場」とも）は、牛や豚、馬などの家畜を殺して（屠殺して）解体し、食肉に加工する施設の名称である。屠殺場、屠場、食肉処理場、食肉解体施設、食肉工場などともいう。

## 日本
日本のと畜場法においては、生後1年以上の牛若しくは馬又は1日に10頭を超える獣畜をと殺し、又は解体する規模を有すると畜場を 一般と畜場、それ以外のと畜場を 簡易と畜場 として区別している。と畜場は、全国に195か所（うち、一般と畜場は183か所、簡易と畜場は12か所）ある（2017年〈平成29年〉4月現在）。
初期の屠畜場法では獣医師によって家畜の病気を発見排除し、健康な肉を提供することが主要な目的であったため、屠畜場はいわば検査施設であった。
しかし、近年サルモネラ、O157など家畜由来の食中毒に対する社会関心が高まってきたことにより、屠畜場法が衛生面に軸足を置いた内容に大きく改訂され、単なる検査施設から食品工場としての性格が強まった。
このため、現在、各施設の具体的名称は、「食肉処理場」「食肉センター」などの名称が付されているものが多い。
と畜場法に基づく食肉用動物である家畜（日本では牛、馬、豚、緬羊、山羊の5種類の家畜のみで鹿や猪は法の対象外）は、搬入された後シャワーで汚れを洗い流してから食肉衛生検査所あるいは保健所に所属する獣医師である「と畜検査員（地方自治体の職員）」による病気等外観の検査（生体検査）を受ける。
屠殺は、前頭部への打撃、あるいは電撃や二酸化炭素によって昏倒させたあと、大動脈を切開し放血殺する方法で行われる。
昏倒させてから放血殺する方法が採用されるのは、安楽殺という動物福祉の観点からでもあるが、速やかに死に至らしめられなかった場合、ストレスによる筋変性や放血不良によって肉質が悪くなったり、恐怖した家畜が暴れ自ら筋肉や骨を損傷したりするなど、枝肉の商品価値を損なわないためという側面が大きい。
切開後、両後肢の飛節に通した鉄棒をフックで吊り上げ、失血させながら施設の天井に取り付けたレールに沿って各作業配置を順に廻り、解体されていく（オンライン方式）。牛では昏倒させる場所を施設の階上に設けるか、あるいは吊るした体を動力で階上へと引き上げてから自重と人力だけで容易に各作業場所間を移動できるようになっている。その途中で適宜屠畜検査員により病変組織のサンプリングと検査（解体後検査）が実施される。
解体順序はごくおおざっぱに言って、頭部切断・剥皮・内臓の摘出・背割り・枝肉検査などと続き、半頭分の肉の塊（半丸枝肉）となる。
たいていは解体ラインの階下に白モツ（胃腸など）、赤物（肝臓・心臓など胸腔臓器）などの内臓を分別・洗浄・パッキングするための作業場があり、ラインで切り離された臓器をシュートに投入することにより下の内臓処理作業場に送られる仕組みになっている。
食肉市場で取引された枝肉は食肉加工場で大分割されブロック肉となる。そこからさらに精肉店や、スーパーマーケットなどに搬送され、ももやヒレなどの部位に小分割され、一般消費者に市販される。
前述の法改正が行われた際、O157やBSE対策のための設備投資が行えなかった小規模施設の多くは廃業した。残った中・大規模施設も衛生対策のため施設の改築等を行なっており、現在ほとんど全ての屠畜場が旧来のベッド方式（家畜を台の上で剥皮解体する方式）を廃止し、オンライン方式（フックで吊して剥皮解体する方式）で運営されている。
なお、牛についてはBSE(狂牛病)の遡り調査や偽装防止のためトレーサビリティシステム対応を行なっている。

### 歴史
1960年には全国に875の屠場があったが、大資本の進出により小規模屠場が次々と閉鎖され、1986年には429に減少した。

## 動物福祉
日本のと畜場では家畜の飲水設備が設置されていないところが多く、2011年の北海道帯広食肉衛生検査所などの調査によると牛では50.4％、豚では86.4％で設置されていないことがわかっている。これに関しては厚生労働省から都道府県へ「と畜場の施設及び設備に関するガイドライン」が通知されており、新設及び改築等が行われる場合には獣畜の飲用水設備が設定されていることとの記載があるが、達成時期は未定である。屠殺場における飲水設備の不備は、日本が批准するOIE（国際獣疫事務局）の動物福祉基準に反するものとなっている。

## 欧米

### EU
EUではと畜場等の認定要件について食肉衛生関係、食肉検査関係、家畜衛生関係及び動物福祉関係の各要件で定めている。食肉衛生関係では食肉処理場はと畜場に併設され一貫したシステムになっていること、動物福祉関係では給水や給餌などの規定がある。

### 米国
アメリカ合衆国では肉牛のままの状態で精肉店（小売業者）が買い付け、精肉店（小売業者）が自らの施設で牛肉の食肉解体を行うことが一般的である。
衛生管理米国基準は、1.施設・設備等の衛生管理、2.衛生的なとさつ・解体及び分割、3.衛生管理体制及び4.人道的な獣畜の取扱い及びとさつの4つからなる。施設の規定では「床、内壁、天井等」、「照明及び換気」、「給水・給湯設備」、「汚水及び汚物処理」、「器具洗浄・消毒室」、「ねずみ、昆虫等の侵入の防止」、「手洗所」、「更衣室」及び「便所」について条件が定められている。
「施設・設備等の構造・材質米国基準」はコーデックス委員会の「食品衛生の一般原則の規範」に基づき作成された日本の1994年（平成6年）の厚生労働省通達「と畜場の施設及び設備に関するガイドライン」とほぼ同じ基準となっている。

## 言葉
一般社団法人共同通信社の『記者ハンドブック』では、「屠殺場」「屠畜場」を「食肉処理場」に言い換えるとしている。また、「屠殺」「屠畜」について、業務上の食肉処理でないものを指している場合は、「処分」「薬殺」など文脈によって言い換えると紹介している。
また、漫画でも、当初の表現から言い換えられている。
- 『北斗の拳』:「ブタは屠殺場へ行け!」→「ブタはブタ小屋へ行け!」→「ブタと話す気はない!!」
- 『狼の星座』:「まるで屠殺場にひかれるヒツジのようだな」→「すっかりうちひしがれているようだな」